# Kel-Tec PMR-30
La PMR-30 es una pistola semiautomática de tamaño completo fabricada por Kel-Tec, y está disponible desde 2011. Tiene un gatillo de acción simple cuya presión va de 3,5 a 5 lbf (16 a 22 N) y un seguro manual. Dispara el cartucho .22 Winchester Magnum Rimfire y su cargador estándar tiene una capacidad de 30 balas. La PMR-30 utiliza fibra óptica en su alza y punto de mira fijos. La corredera también está preperforada para permitir la instalación de diversos modelos de miras con punto rojo, con la compra de las placas de montaje apropiadas del fabricante. El retén de su cargador es de tipo europeo.
La pistola usa mucho polímero para ahorrar costos de producción, usándose una corredera y un cañón de acero, con un marco interno de aluminio para la empuñdura.

## Diseño
Desde su introducción inicial en el mercado, la PMR-30 ha sido objeto de varias mejoras debido a problemas con el diseño inicial. La tasa de rotación en el estriado del ánima del cañón se incrementó a 01:11 para estabilizar mejor las balas y reducir el key-holing.  Un polímero fuerte, de textura ligera se utiliza ahora para el armazón, esto elimina la caída del armazón que creaba una gran brecha vista anteriormente entre la parte frontal del armazón y del cañón. Esto también le da al armazón un aspecto menos brillante, y una sensación menos resbaladiza en la mano. Se añadió más metal como refuerzo en la recámara para cubrir completamente el borde de un cartucho cargado, presumiblemente para aumentar la seguridad del usuario en caso de producirse la fragmentación del casquillo. Las mejoras adicionales al diseño incluyen tornillos que pueden aflojarse para ajustar el punto de mira en acimut, y un marcaje en el armazón que dice ".22 WMR".
Kel Tec también ofrece un cañón roscado con 5’’ adicionales de longitud, con una bocacha apagallamas de aluminio que reduce el fogonazo producido por los gases.

## Munición
Mientras que la bala estándar de 40 granos de un cartucho .22 Winchester Magnum Rimfire alcanza velocidades de casi 600 m/s (2.000 pies/segundo) con una energía de alrededor de 355 pies/libra al ser disparada desde un fusil, la velocidad y la energía son significativamente menores al ser disparada desde una pistola debido a su cañón más corto. Una bala estándar de 40 granos disparada desde la PMR-30 tiene aproximadamente la misma velocidad y energía de una bala con el mismo peso de un cartucho .22 Long Rifle disparada desde un fusil. Con una velocidad de 370 m/s (1.200 pies/segundo), tiene una potencia de 127 pies/libra. Los cartuchos .22 Winchester Magnum Rimfire que son especialmente fabricados para su uso en pistolas, montan balas más ligeras y tienen cargas propulsoras con una mayor velocidad de combustión, por lo pueden producir mayores velocidades y energías.